# Juan Marvezzi
Juan Andrés Marvezzi (São Miguel de Tucumã, 16 de novembro de 1915 - Munro (Buenos Aires), 4 de abril de 1971) foi um futebolista argentino.
Ele detém o recorde de maior artilheiro na história do Club Atlético Tigre clube com 116 gols. Também foi o artilheiro do Campeonato Sul-Americano de Futebol de 1941, com 5 gols.